# Morawica (gemeente)
De gemeente Morawica is een stad- en landgemeente in het Poolse woiwodschap Święty Krzyż, in powiat Kielecki.
De zetel van de gemeente is in Morawica.
Op 30 juni 2004 telde de gemeente 13 046 inwoners.

## Oppervlakte gegevens
In 2002 bedroeg de totale oppervlakte van gemeente Morawica 140,45 km², waarvan:
- agrarisch gebied: 64%
- bossen: 27%

De gemeente beslaat 6,25% van de totale oppervlakte van de powiat.

## Demografie
Stand op 30 juni 2004:
| Omschrijving                   | Totaal | Totaal | Vrouwen | Vrouwen | Mannen | Mannen |
| ------------------------------ | ------ | ------ | ------- | ------- | ------ | ------ |
| eenheid                        | aantal | %      | aantal  | %       | aantal | %      |
| inwoners                       | 13 046 | 100    | 6459    | 49,5    | 6587   | 50,5   |
| bevolkingsdichtheid (inw./km²) | 92,9   | 92,9   | 46      | 46      | 46,9   | 46,9   |

In 2002 bedroeg het gemiddelde inkomen per inwoner 1604,86 zł.

## Aangrenzende gemeenten
Chęciny, Chmielnik, Daleszyce, Kielce, Kije, Pierzchnica, Sitkówka-Nowiny, Sobków